# Bife de tartaruga
Bife de tartaruga é um prato típico da gastronomia de Cabo Verde, em particular da ilha de Santiago.
Para a preparar esta iguaria, a carne de tartaruga é cortada em bifes, sendo depois temperada com sal, malagueta, alho e vinho branco. Depois, repousa durante uma hora para absorver o tempero. Em seguida, é alourada cebola numa frigideira, em manteiga, sendo os bifes aí fritos em lume forte. Os bifes de tartaruga são normalmente servidos com arroz branco e mandioca cozida.
Em dezembro de 2002, o Governo de Cabo Verde, que também ratificou a Convenção sobre Diversidade Biológica em 1995 e a Convenção sobre Comercio Internacional de Espécies de Fauna e Flora Selvagem Ameaçadas de Extinção (CITES), proibiu a morte de tartarugas por decreto-lei.